# Adão Adalberto von Neipperg
Adão Adalberto von Neipperg (Viena, 8 de abril de 1775 – Parma, 22 de fevereiro de 1829) foi um conde (em alemão,  Graf u. Hr von Neipperg desde 5 de janeiro de 1792), general e estadista austríaco. 
Casou em Lamotta em 4 de fevereiro de 1806 com sua primeira esposa, Teresa ou Theresia (nascida em Treviso em 2 de abril de 1778 e morta em 23 de abril de 1815 em Schwaigern) condessa de Pola. 
Casou mais tarde em Parma em 7 de setembro de 1821 com Maria Luisa de Áustria, nascida em Viena em 12 de dezembro de 1791, que morreria em 17 de dezembro de 1847 em Viena), Arquiduquesa de Áustria,  Duquesa de Parma, Piacenza e Guastalla, viúva de Napoleão Bonaparte. os filhos, nascidos antes do casamento, receberam o sobrenome Montenuovo. 
Foram eles, da primeira esposa:
- 1 - ALFREDO (Schwaigern 1807-Winnenthal 1865) Conde de Neipperg.
- 2 - FERDINANDO (1809-1843).
- 3 - GUSTAVO (1811-Stuttgart 1850)
- 4 - ERWIN (Schwaigern 6 de abril de 1813-1897) Conde de Neipperg; casado em Viena em 1845 com Henriette (1823-1845) condessa de Waldstein, de Wartenberg; casado em Praga 1852 com Rosa (Viena 1832-1905) Princesa von Lobkowicz.

De Maria Luísa:
- 4 - ALBERTINA di Montenuovo (Parma 1º de maio de 1817-1867 Castel di Fontanellato); casada em Parma em 1833 com Luigi San Vitale (Parma 1799-Parma 1876) conde di Fontanellato.
- 5 - GUILHERME ALBERTO  (Salagrande, Parma 8 de agosto de 1819-Viena, 6 de abril de 1895) conde de  Montenuovo, feito pelo Imperador Francisco José I em 20 de agosto de 1864 Fürst von Montenuovo. Casou em Viena 1850 com Estefânia Julianade Batthyani-Strattman  (1827-1871) Gfn Batthyány von Némét-Ujvár.

(A) Albertina, casada em 1873 com o conde Sigismundo Wielopolski.
(B) Alfredo, casado em 1879 com a princesa Francisca de Kinsky de Wchynitz e Tettan.
(C) Maria Sofia, casada em 1878 com o conde Antonio d'Apponyi, húngaro.
- 6 - filha, 1821-1822.[1]